# ドリアクトゥ
ドリアクトゥ（愛: Draíocht）はアイルランドのフォーク・グループ。
1994年、シャナキー・レコードよりアルバム「The Druid & The Dreamer」を発表。続く1995年のアルバム「When The Smoke Had Cleared」はDog Music／CBMより、Oliver P.Sweeneyを音楽プロデューサーに迎えて制作された。作曲は「Song」を歌手でギタリストであるTom Mulcahyが担当、「Tune」をアコーディオン奏者のFrank Mulcahyが担当した。
2012年にはFrankie Mulcahy名義のソロ・アルバム「The Way of the Dreamer」が発表されている。

## ディスコグラフィー

### アルバム
- 1994: The Druid & The Dreamer
- 1995: When The Smoke Had Cleared

### メンバーの単独作
- 2012: Frankie Mulcahy / The Way of the Dreamer